# STS Nadezhda
Надежда (Nadieżda) – piąta i najmłodsza fregata zbudowana w Stoczni Gdańskiej, zaprojektowana przez Zygmunta Chorenia. Zbudowana na wzór „Daru Młodzieży”.
Lata 2003-2004 to okres jej podróży dookoła świata (po drodze – Sri Lanka, Singapur, Europa, Wyspy Kanaryjskie, Rio de Janeiro, Cape Horn, Tahiti, Hongkong).
W roku 2003 uczestniczyła w Cutty Sark Tall Ships’ Races, które odbyły się w Gdyni.